# Chiesa di San Giovanni Battista (Fidenza)
La chiesa di San Giovanni Battista, nota anche come pieve di Cusignano, è un luogo di culto cattolico dalle forme neoclassiche situato a Pieve Cusignano, frazione di Fidenza, in provincia di Parma e diocesi di Fidenza; è sede di una parrocchia compresa nel vicariato di Fidenza.

## Storia
La chiesa originaria fu costruita in stile romanico in epoca medievale; alcuni storiografi la identificano nella pieve di San Giovanni Battista menzionata in una pergamena dell'11 giugno del 1005, ma non esistono prove della corrispondenza con quell'edificio.
La più antica testimonianza certa dell'esistenza del luogo di culto risale invece al 1111, quando la plebem S. Cassiani et S. Iohannis de Cusiano fu nominata in un privilegio dell'imperatore del Sacro Romano Impero Enrico V di Franconia.
La plebis de Cuxiliano fu in seguito menzionata nel Capitulum seu Rotulus Decimarum della diocesi di Parma del 1230; erano all'epoca poste alle sue dipendenze le cappelle di Banzola e Costamezzana, cui si aggiunsero entro il 1493 quattro canonicati, due benefici e altre tre dipendenze.
Nella prima metà del XVIII secolo, a causa delle pessime condizioni in cui versava, la chiesa fu ristrutturata in stile neoclassico, sostituendo alle capriate lignee le volte di copertura, trasformando le colonne in pilastri a pianta quadrata, intonacando e decorando con stucchi le pareti e infine innalzando la nuova facciata.
Tra il 1841 e il 1886 furono edificate le cappelle laterali e la torre campanaria.
Intorno al 1960 la chiesa fu sottoposta a significative opere di restauro; durante i lavori furono riportate alla luce otto colonne romaniche, cui furono aggiunti i capitelli a cubo scantonato in cotto.

## Descrizione

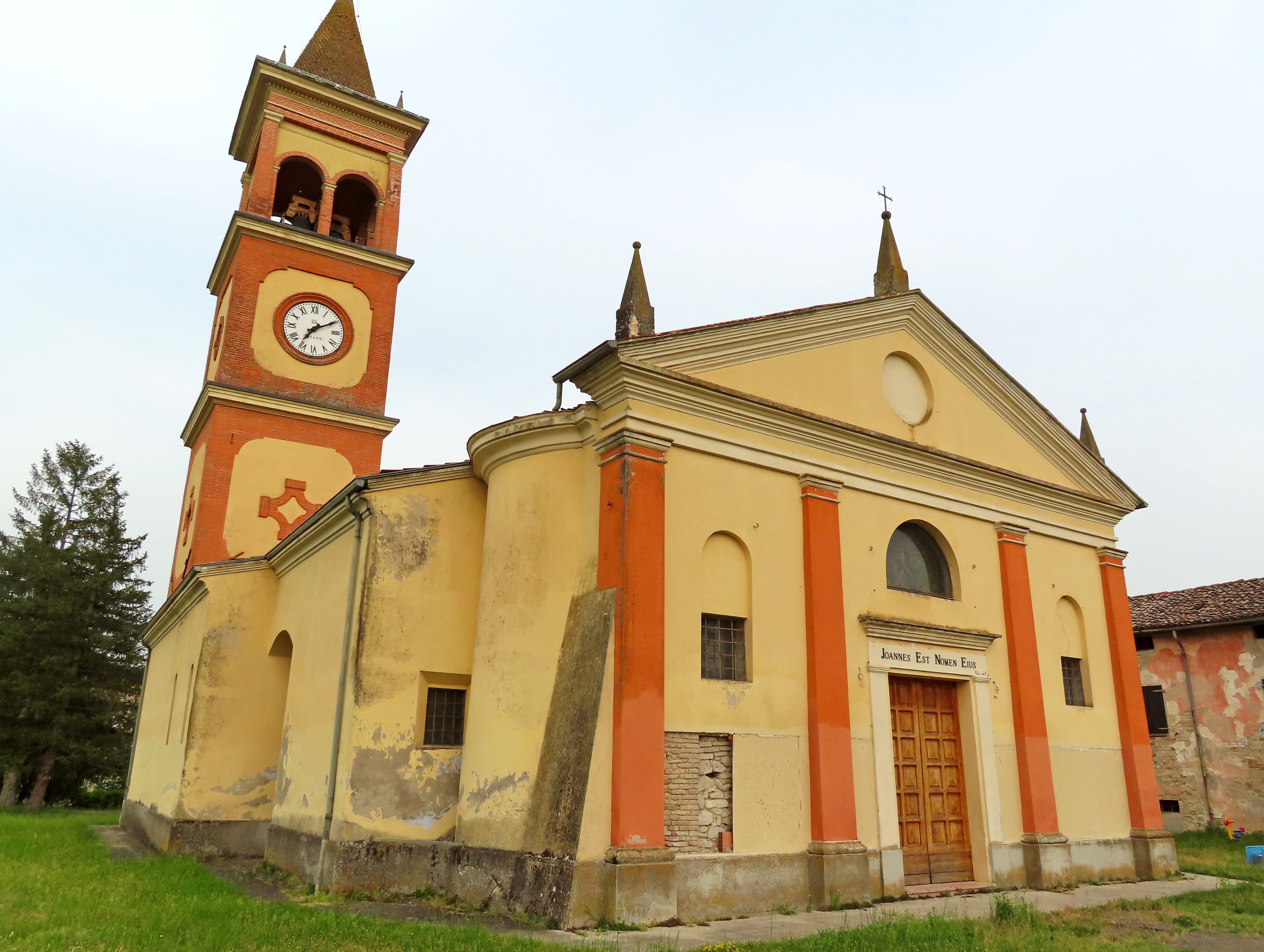
Facciata e lato nord

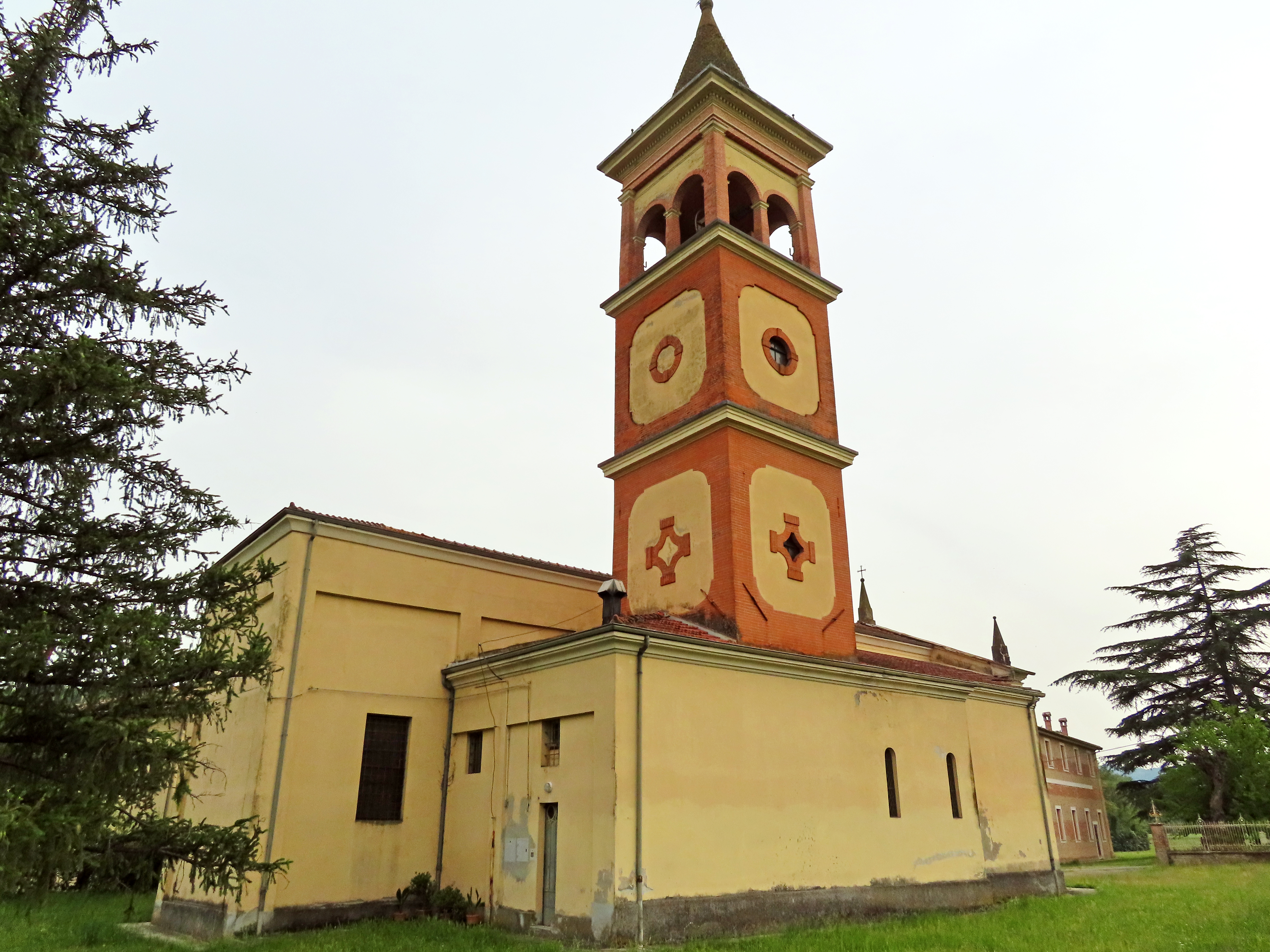
Lato nord

La chiesa si sviluppa su un impianto a tre navate affiancate da due cappelle per parte, con ingresso a ovest e presbiterio a est.
La simmetrica facciata a capanna, interamente intonacata, è scandita verticalmente in tre parti da quattro lesene coronate da capitelli dorici; nel mezzo è collocato il portale d'accesso principale, delimitato da due lesene a sostegno di un architrave su cui campeggia l'epigrafe JOANNES EST NOMEN EIUS; più in alto si trova una finestra a lunetta, mentre ai lati si aprono due finestre rettangolari sormontate da nicchie ad arco a tutto sesto; in sommità si staglia l'ampio frontone con cornice modanata in aggetto, al cui centro è posta una nicchia circolare; a coronamento si ergono al centro e alle estremità tre pinnacoli piramidali.
Ai lati, tra le due cappelle laterali in aggetto, si aprono i due portali d'ingresso secondari, aperti nel XIX secolo; al termine del fianco sinistro si eleva su due ordini il campanile in laterizio, decorato con grandi nicchie intonacate; la cella campanaria si affaccia sulle quattro fronti attraverso grandi bifore ad arco a tutto sesto, separate da pilastrini in cotto e delimitate alle estremità da lesene doriche alle estremità; in sommità si erge sopra all'alto cornicione modanato la guglia conica di coronamento, affiancata sugli spigoli da piccoli pinnacoli piramidali.
All'interno la navata centrale, coperta da una volta a botte decorata con affreschi, è separata dalle laterali attraverso una serie di arcate a sesto ribassato rette da massicce colonne romaniche in pietra, coronate da capitelli a cubo scantonato ricostruiti nel corso del restauro novecentesco; all'inizio delle due navate laterali sono collocati due confessionali in noce, sormontati da due nicchie murarie contenenti rispettivamente la statua di Sant'Antonio da Padova a destra e quella di Sant'Apollonia a sinistra.
Il presbiterio, lievemente sopraelevato, è chiuso superiormente da una volta a botte dipinta e illuminato da due ampie finestre rettangolari sui lati; al centro è collocato l'altare a mensa su colonnine post-conciliare, in origine inglobato nell'altare maggiore in marmi policromi collocato sul fondo, dedicato alla natività di san Giovanni Battista; al di sopra si eleva la pala raffigurante l'Imposizione del nome al Battista, risalente alla fine del XVII secolo o agli inizi del XVIII.
La prima cappella sulla destra è intitolata all'angelo custode; sopra all'altare è collocata all'interno di una nicchia una statua dell'Angelo custode; la seconda, dedicata al Crocifisso, ospita sull'altare una grande croce. La prima cappella sulla sinistra è intitolata alla beata Vergine del Rosario; analogamente alla cappella di fronte, sopra all'altare è collocata all'interno di una nicchia una statua della Beata Vergine del Rosario; la seconda, dedicata al battistero, ospita il fonte battesimale marmoreo rivestito in rame sbalzato e, sulla parete di fondo, un affresco raffigurante il Battesimo di Gesù.